# Spanokhórion
Spanokhórion (Spanochori) är en ort i Grekland.   Den ligger i prefekturen Lefkas och regionen Joniska öarna, i den centrala delen av landet, 280 km väster om huvudstaden Aten. Spanokhórion ligger 432 meter över havet och antalet invånare är 161. Den ligger på ön Lefkas.
Terrängen runt Spanokhórion är huvudsakligen kuperad, men söderut är den bergig. Havet är nära Spanokhórion åt nordväst.  Närmaste större samhälle är Lefkáda, 6,1 km nordost om Spanokhórion. 